# St George Wharf Tower
St George Wharf Tower, conosciuta anche come la Torre di Vauxhall o semplicemente The Tower, è un grattacielo residenziale a Vauxhall, Londra, facente parte dello sviluppo urbanistico di St George Wharf. Alto 181 metri, con i suoi 50 piani è il più alto edificio residenziale nel Regno Unito.
La gru adoperata per la costruzione dell'edificio è stata colpita nel gennaio 2013 da un elicottero, causando due morti.

## Caratteristiche del progetto
La forma della torre è stata progettata per essere elegante e poco ingannevole. Il concetto di pianta unica si basa sulla forma di una girandola ed è di solito divisa in cinque appartamenti per piano, con pareti che irradiano dal nucleo centrale e portante della struttura.
Dei giardini in cima all'edificio forniranno ai residenti uno spazio semi-esterno che accentuerà la verticalità e l'altezza dell'edificio, fornendo una varietà di interessanti dettagli da sfruttare al minimo per il rivestimento esterno della torre.
L'edificio è diviso in tre parti distinte: una base che ospita le strutture comuni dell'edificio, tra cui hall, business lounge, palestra, centro benessere e piscina; una sezione centrale contenente la maggior parte degli appartamenti; e una sezione superiore dove la facciata si riduce di diametro per lasciare spazio a terrazze panoramiche e ad una turbina eolica in cima alla struttura.
La turbina eolica, prodotta dall'azienda britannica di tecnologia ecostostenibile Matilda's Planet, alimenterà l'illuminazione comune della torre, con il vantaggio di non produrre rumori o vibrazioni percettibili. Alla base della torre, dell'acqua sarà prelevata dalla falda acquifera di Londra (la London Acquifer) e tecnologia a pompa di calore verrà utilizzata per sfruttare la temperatura dell'acqua e riscaldare così gli appartamenti nei mesi invernali. Rispetto agli edifici simili, la torre richiederà un terzo dell'energia, e produrrà tra la metà ed i due terzi delle normali emissioni di CO2. Sarà munita di finestre in triplo-vetro per ridurre al minimo la perdita di calore in inverno e favorire un guadagno termico in estate dovuto all'ingresso negli appartamenti della luce solare diretta.
Alla struttura non mancano scale speciali per attici di lusso. Questi appartamenti e scale sono uno lo specchio dell'altro. In uno di questi appartamenti si gode di una vista panoramica a 360° di tutta Londra. La più alta piscina di Londra si trova in uno di questi appartamento.

## Pianificazione
Seguendo il consiglio del corpo architettonico del governo, due progetti già rivisti vennero presentati e successivamente ritirati. La decisione finale venne fatta dall'allora vice primo ministro John Prescott nell'aprile 2005 ed il progetto finale della torre fu approvato, contro la decisione dell'ispettore della pianificazione e nonostante gli avvertimenti dei suoi stessi consiglieri, i quali temevano che un simile edificio avrebbe causato una "diffusione indiscriminata di edifici parecchio alti in tutta Londra" (timore oggi rivelatosi fondato). Questa scelta è stata oggetto di notevoli controversie, causa l'altezza della torre e la sua vicinanza al Palazzo di Westminster.

## Costruzione

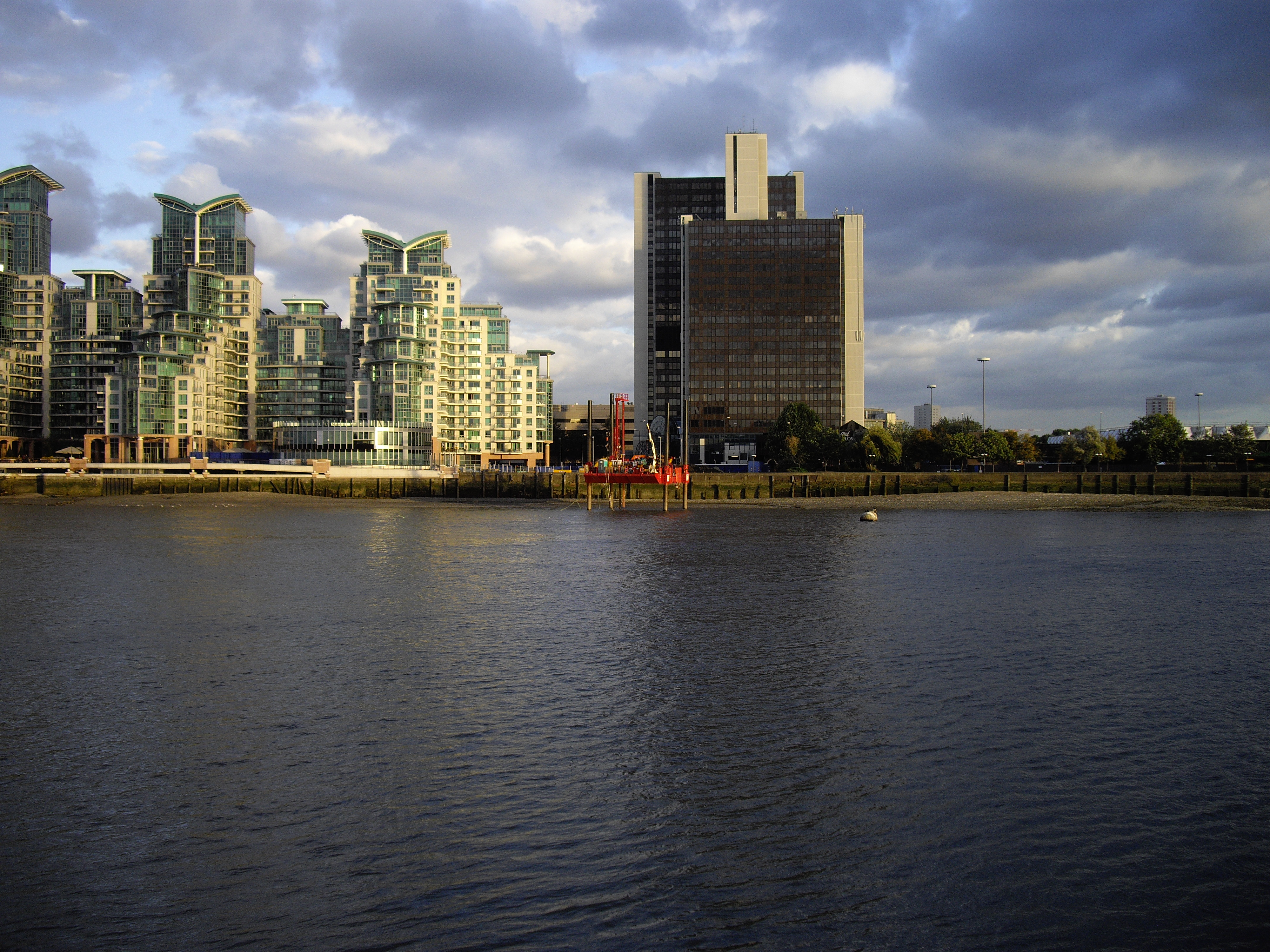
La zona pre-costruzione, settembre 2009
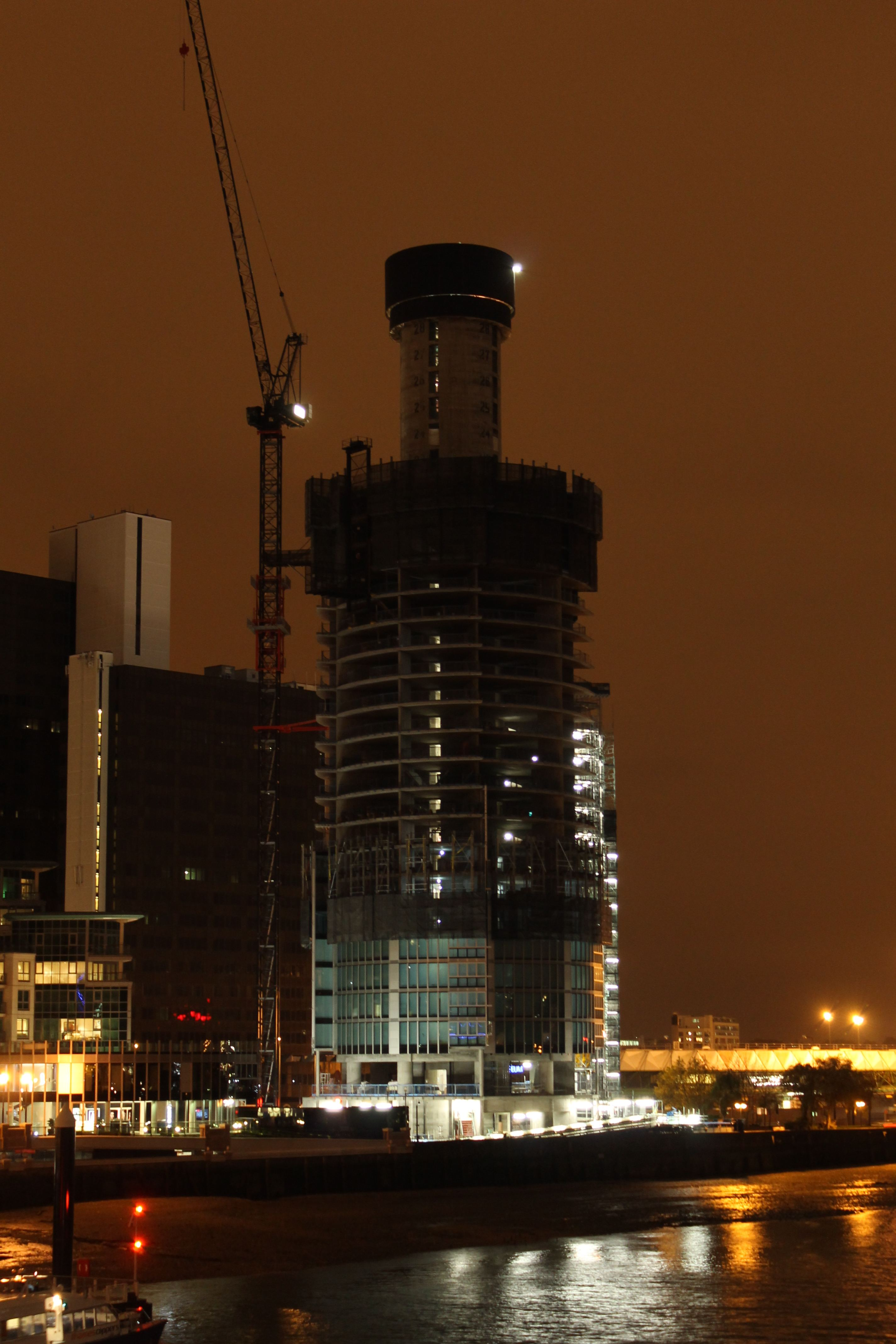
Novembre 2011
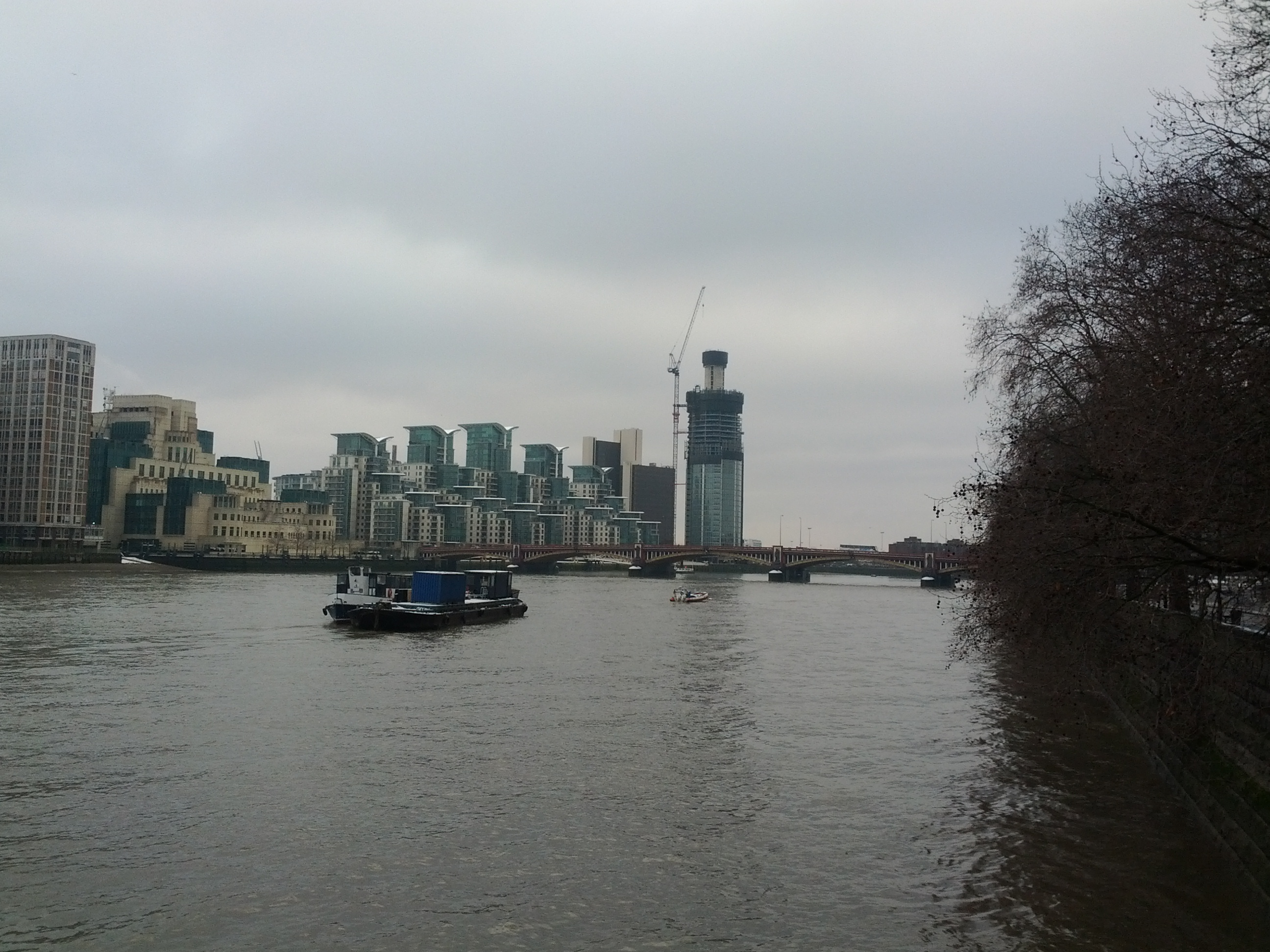
Febbraio 2012
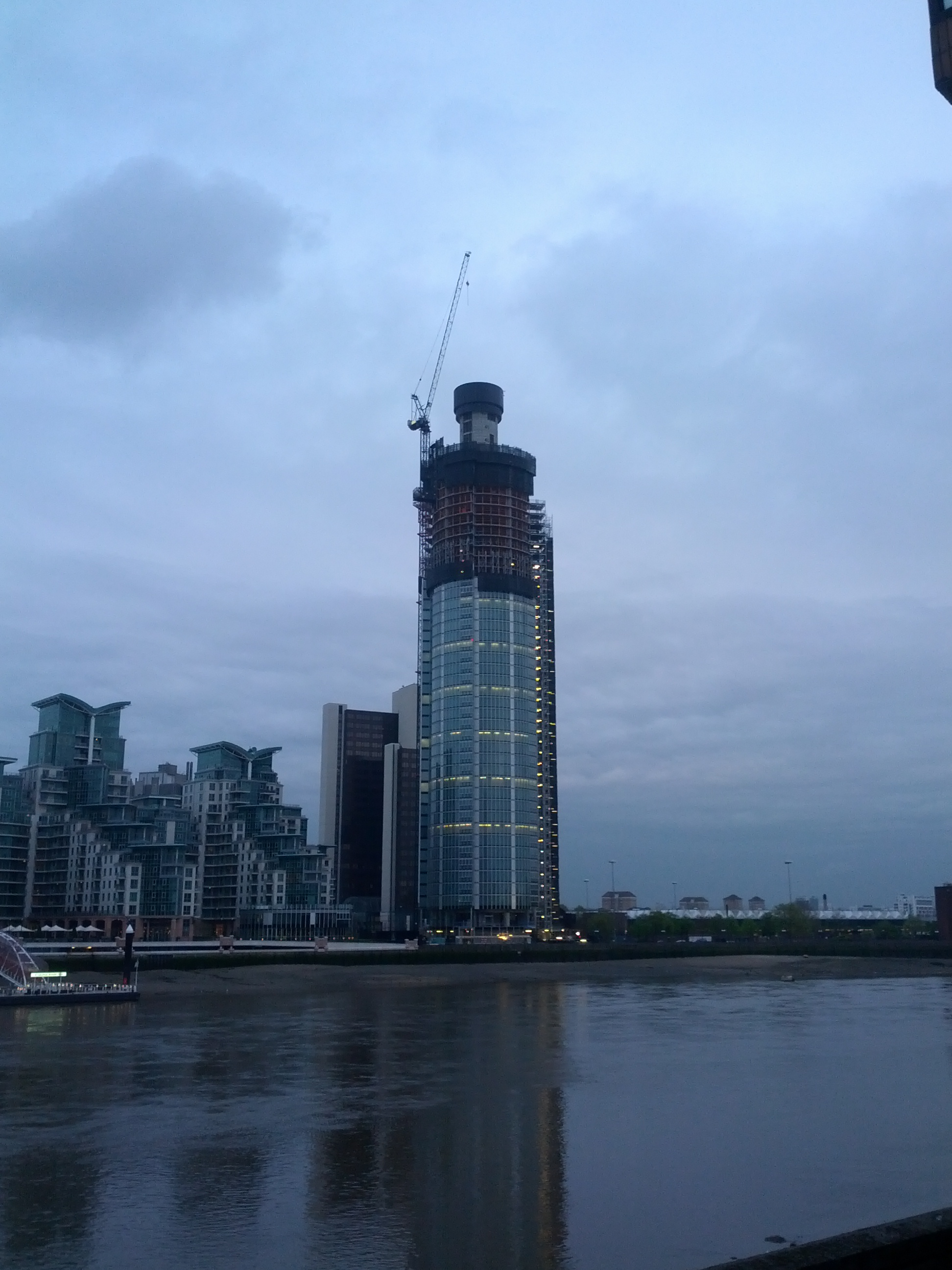
Maggio 2012
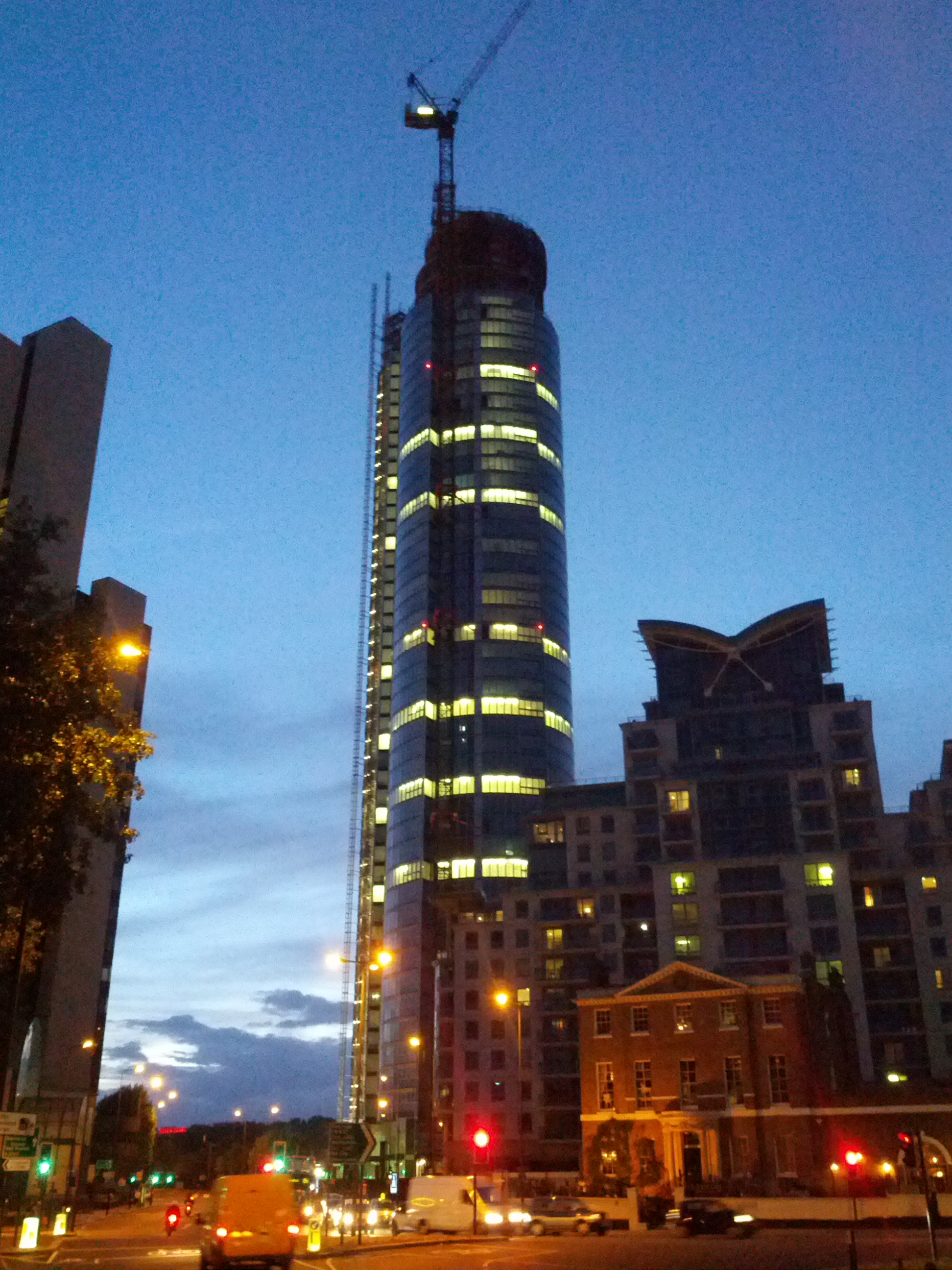
Settembre 2012

## Schianto di un elicottero (2013)
Il 16 gennaio 2013, alle 08:00 GMT circa (9:00 ora italiana), due persone sono morte quando un elicottero AgustaWestland AW109 ha colpito la gru attaccata all'edificio quasi completo. Il velivolo è andato fuori controllo e si è schiantato su Wandsworth Road, colpendo due auto ed incendiando due edifici vicini. Una delle vittime è stato il pilota di elicottero, che stava volando da solo; l'altro era un pedone. La gru è stata gravemente danneggiata nell'incidente, ma l'operatore della gru era in ritardo per il lavoro, quindi non era in cabina e si è salvato.

## Carbuncle Cup
La Carbuncle Cup è un premio architettonico assegnato ogni anno dalla rivista Building Design all'"edificio più brutto nel Regno Unito nell'ultimo anno". Nell'agosto 2014 questo edificio è risultato uno dei tanti candidati.